# ゼネラル・エレクトリック J73
ゼネラルエレクトリックJ73は、J47をゼネラルエレクトリック(現在のGEアビエーション)が改良して開発したジェットエンジン。

## 概要
J47の拡大版ではあるものの、可変式吸気案内翼、ダブルシェル燃焼器ケースと空気流量が50%増えた。
補器類は圧縮機の給気口の中央からエンジンの下部に移動した。これによりブレードのハブを小径化でき、翼の有効径を増やすと共に、圧縮機へ送る空気の吸入面積が増えた。
燃焼器も同様に拡大された これは個々の燃焼器をカンニュラとして知られる個々の燃焼管を備える単一のアニュラ型燃焼器に置き換えることによって実現した。
圧縮比は向上して可変式吸気案内翼が備えられたことで高圧縮比を備え、低回転に起因する問題(回転翼失速/ブレードフラッタ)を解決した。2段式タービンが必要だった。

## 仕様（J73-GE-5）
- 全長: 500 cm
- 直径: 100 cm
- 重量：1,656 kg
- 圧縮機：12段軸流式圧縮機
- タービン:2段
- 圧縮比 : 7.5:1
- 推力：42 kN
- 推力重量比 : 3.4lbf/lb

## 派生型
J73-GE-1

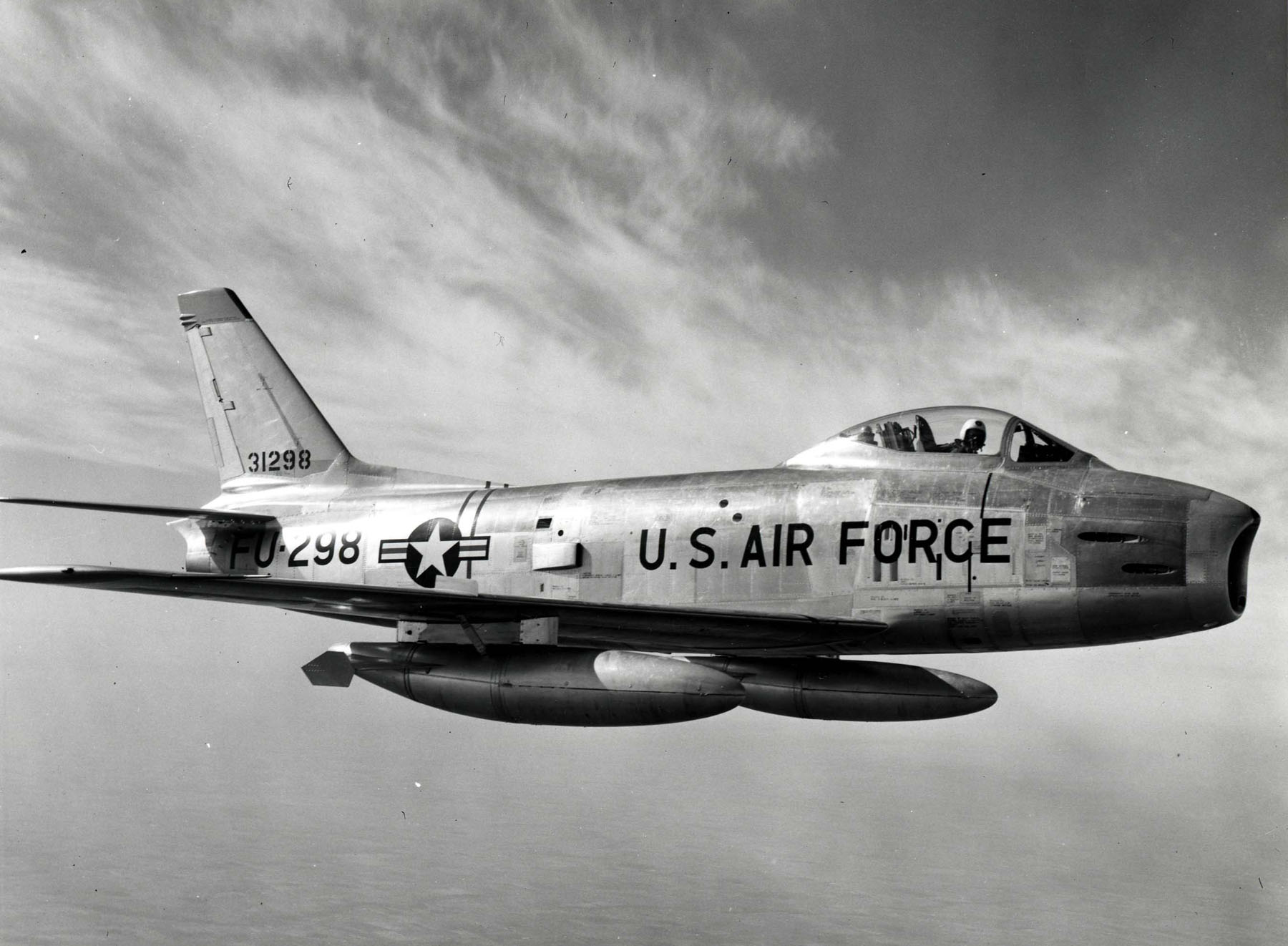
J73を搭載するF-86H セイバー

J73-GE-39,200 lbf (40.92 kN) ノースアメリカン F-86H セイバーに搭載.
J73-GE-5ノースアメリカン F-89 スコーピオの派生機種に搭載予定だった.

## 搭載機
- ノースアメリカン F-86H セイバー
- リパブリック YF-84J サンダーストリーク - 2機の試作機に搭載